# Hevesy (cràter)
Hevesy és un cràter d'impacte situat a la cara oculta de la Lluna, prop del Pol Nord. Es troba entre els cràters Bosch al nord-oest; Christmas al nord-est; i Plaskett i Haskin. El gran cràter Rozhdestvenskiy es troba al nord-est.

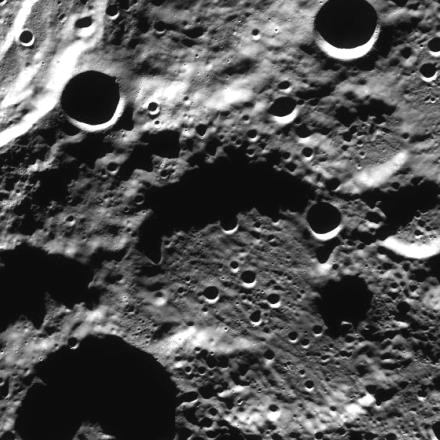
Fotografia de la missió LRO

Se superposa a la meitat oriental d'un cràter sense nom. La seva forma és circular, encara que el seu perfil apareix significativament destruït. En el seu contorn jeuen nombrosos impactes, entre els quals destaca el cràter satèl·lit Rozhdestvensky U. En la seva part occidental la vora presenta una bretxa de grans proporcions. Hevesy assoleix la seva major altura en la part oriental. El sòl interior és relativament pla, tot i que està esquitxat per nombrosos cràters diminuts.
Porta el nom del químic hongarès George de Hevesy (1885-1966) per decisió de la UAI en 2009.